# Elody Oblath
Elody Oblath, née le 2 décembre 1889 à Trieste et morte le 6 septembre 1971 dans la même ville, est une poétesse et dramaturge italienne, épouse de Giani Stuparich.